# Eckhardt Fuchs
Eckhardt Fuchs (* 1961) ist ein deutscher Historiker und Erziehungswissenschaftler sowie seit Oktober 2015 Direktor des Georg-Eckert-Instituts – Leibniz-Institut für internationale Schulbuchforschung in Braunschweig.

## Leben
Fuchs studierte 1983 bis 1988 Geschichte an der Universität Leipzig bis zum Diplom und promovierte 1992. Von 2001 bis 2007 arbeitete er als wissenschaftlicher Assistent am Lehrstuhl Erziehungswissenschaft I der Universität Mannheim, wo er sich 2004 habilitierte und 2007 Professor wurde. Er wurde 2007 Forschungskoordinator am Georg-Eckert-Institut und war von Juni 2009 bis September 2015 stellvertretender Direktor.
Seit 2011 ist er ordentlicher Professor für Historische und Vergleichende Bildungsforschung an der TU Braunschweig. Als Historiker war er zuvor an der Historischen Kommission zu Berlin, dem John-F.-Kennedy-Institut für Nordamerikastudien, dem Deutschen Historischen Institut Washington und dem Max-Planck-Institut für Wissenschaftsgeschichte in Berlin tätig.
Zu seinen Forschungsschwerpunkten zählen die Globalgeschichte der modernen Bildung, internationale Bildungspolitik, Curriculum-und Schulbuchentwicklung, Wissenschafts- und Historiographiegeschichte.
Fuchs gehört zur Redaktion der Zeitschrift Comparativ. Von 2012 bis 2015 war er Präsident der International Standing Conference for the History of Education, der internationalen Fachgemeinschaft der historischen Bildungsforschung (ISCHE).

## Funktionen und Mitgliedschaften (Auswahl)
Eckhardt Fuchs ist Mitglied zahlreicher Fachgesellschaften sowie Gremien, Arbeitskreisen und Beiräten. Dazu zählen u. a.:
- Leibniz-Institut für Geschichte und Kultur des östlichen Europa: Mitglied des Wissenschaftlichen Beirats
- Stiftung Jugend und Bildung: Mitglied des Stiftungsrats
- The Japan Society for Historical Studies of Education: Special Overseas Member
- Zentrum für Bildungsintegration an der Universität Hildesheim: Mitglied des Wissenschaftlichen Beirats
- Deutsche UNESCO-Kommission: Mitglied im Fachausschuss Bildung
- Leibniz-Forschungsverbund "Historische Authentizität": Stellvertretender Sprecher
- Research Center for Comparative History Education der East China Normal University: Advisory Professor
- Radio38 GmbH & Co.KG: Mitglied des Programmbeirats
- Schulbuch des Jahres: Jury-Vorsitz

## Veröffentlichungen (Auswahl)
- Hrsg. mit Eugenia Roldán Vera: Textbooks and War. Historical and Multinational Perspectives. Palgrave Macmillan, Cham 2018, ISBN 978-3-319-98802-3.
- (Mithrsg.): A new modern history of East Asia, hrsg. v. Trilateral China-Japan-Korea History Textbook Editorial Committee, 2 Bde., Göttingen 2018, ISBN 978-3-84710708-8.
- (Mithrsg.): Schulbuch als Mission. Die Geschichte des Georg-Eckert-Instituts, Böhlau, Wien u. a. 2018, ISBN 978-3-41250737-4.
- Hrsg. mit Steffen Sammler, Dieter Dowe und Heike Mätzing: Georg Eckert. Grenzgänger zwischen Wissenschaft und Politik. V&R unipress Göttingen 2017, ISBN 978-3-8471-0761-3.
- Hrsg. mit Peter Carrier und Torben Messinger: The International Status of Education about the Holocaust. UNESCO, Paris 2015.
- Hrsg. mit Inga Niehaus und Almut Stoletzki: Das Schulbuch in der Forschung. Analysen und Empfehlungen für die Bildungspraxis, V&R unipress, Göttingen 2014, ISBN 978-3-84700385-4.
- Die internationale Organisation der edukativen Bewegung. Studien zu Transfer- und Austauschbeziehungen im Aufbruch der Moderne, Habilitationsschrift, Mannheim 2007.
- Geschichtswissenschaft und Positivismus. Zur Gesellschafts- und Geschichtskonzeption von Henry Thomas Buckle, Diss. Leipzig 1992 (als Buch Leipzig 1994).